# Marko Asmer
 (mars 2016).
Marko Asmer, né le 30 juillet 1984 à Tallinn en Estonie, est un pilote automobile estonien. Il est devenu en 2003, dans le cadre d'essais privés, le premier pilote de son pays à piloter une Formule 1.

## Biographie
Fils d'un ancien pilote de course qui deviendra ministre, Marko Asmer a commencé le sport automobile en 2003 après plusieurs saisons de karting. Le jeune estonien ne tarde pas à faire sensation puisqu'il ne lui faut que quelques courses dans le championnat britannique de Formule Ford pour attirer l'attention de l'écurie de Formule 1 Williams-BMW qui lui offre la possibilité d'effectuer plusieurs essais. À seulement 19 ans, il devient l'un des plus jeunes pilotes à rouler dans la catégorie reine. Toutefois, ces essais restent sans lendemain et en 2004, Asmer reprend une trajectoire plus classique qui le mène logiquement dans le championnat de Formule 3 britannique. 
Après deux saisons en Championnat de Grande-Bretagne de Formule 3, il part s'exiler dans le championnat du Japon de Formule 3, avant de revenir en Grande-Bretagne en 2007 où il décroche enfin le titre national. Il disputera néanmoins encore quelques courses au Japon cette saison 2007. En 2008, il devient le quatrième pilote de l'écurie BMW Sauber, en effectuant en parallèle quelques courses en GP2 Series.
Après une saison 2009 blanche, et faute de budget pour trouver un volant, il annonce début 2010 mettre un terme à sa carrière.
Il reprend néanmoins le volant en participant aux 24 Heures de Spa en 2014.

## Carrière
- 2003 : Formule Ford britannique, 11e du championnat (2 victoires) 
  - 2 courses en Eurocup Formule Renault, 19e
- 2004 : Championnat de Grande-Bretagne de Formule 3, 10e du championnat
- 2005 : Championnat de Grande-Bretagne de Formule 3, 4e du championnat
- 2006 : Championnat du Japon de Formule 3, 7e du championnat (1 victoire)
- 2007 : Championnat de Grande-Bretagne de Formule 3 Champion (11 victoires) 
  - Championnat du Japon de Formule 3, 10e du championnat
- 2008 : GP2 Series, non classé

## Palmarès
- Vainqueur du championnat britannique de Formule 3 en 2007
- Second du Formule Ford Festival en 2003